# Carex fulvorubescens
Carex fulvorubescens är en halvgräsart som beskrevs av Bunzo Hayata. Carex fulvorubescens ingår i släktet starrar, och familjen halvgräs.
Artens utbredningsområde är Taiwan.

## Underarter
Arten delas in i följande underarter:
- C. f. fulvorubescens
- C. f. longistipes